# Messatoporus discoidalis
Messatoporus discoidalis là một loài tò vò trong họ Ichneumonidae.